# Nezzazata
Nezzazata, en ocasiones erróneamente denominado Nazzazzata, es un género de foraminífero bentónico de la subfamilia Nezzazatinae, de la familia Nezzazatidae, de la superfamilia Nezzazatoidea, del suborden Nezzazatina y del orden Lituolida. Su especie tipo es Nezzazata simplex. Su rango cronoestratigráfico abarca desde el Albiense (Cretácico inferior) hasta el Turoniense (Cretácico superior).

## Discusión
Clasificaciones previas incluían Nezzazata en la superfamilia Haplophragmioidea, así como en el suborden Textulariina del orden Textulariida, o en el orden Lituolida sin diferenciar el suborden Nezzazatina.

## Clasificación
Nezzazata incluye a las siguientes especies:
- Nezzazata cenomana
- Nezzazata convexa
  - Nezzazata convexa conica
- Nezzazata isabellae
- Nezzazata semirectilinea
- Nezzazata simplex
  - Nezzazata simplex germanica
  - Nezzazata simplex polymorpha
- Nezzazata variabilis